# حسين فنير
حسين فنير (من مواليد 5 مارس 1983) هو لاعب كرة قدم جزائري لعب لمولودية سعيدة في الرابطة الجزائرية المحترفة الأولى.

## روابط خارجية
- حسين فنير على موقع قاعدة بيانات كرة القدم.إي يو (الإنجليزية)
- حسين فنير على موقع ناشيونال فوتبول تيمز (الإنجليزية)